# It's Not Easy to Write a Love Song
It's Not Easy to Write a Love Song är en låt framförd av Dotter i Melodifestivalen 2024, skriven av Dino Medanhodzic och artisten själv.
Bidraget som deltog i den fjärde deltävlingen gick vidare direkt till final.